# تیرا ورد، تگزاس
تیرا ورد (به انگلیسی: Tierra Verde) یک منطقهٔ مسکونی در ایالات متحده آمریکا است که در شهرستان نویسس، تگزاس واقع شده‌است. تیرا ورد ۵٫۲ کیلومتر مربع مساحت و ۲۷۷ نفر جمعیت دارد.